# Nero (film fra 1909)
 For alternative betydninger, se Nero (flertydig). (Se også artikler, som begynder med Nero)
Nero er en italiensk stumfilm fra 1909.

## Medvirkende
- Alberto Capozzi som Nerone
- Lydia De Roberti som Poppea
- Mirra Principi som Ottavia
- Luigi Maggi som Epafrodito
- Ernesto Vaser som Senatore